# Chiave privata
Una chiave privata è una chiave crittografica utilizzata in un sistema di crittografia asimmetrica; ogni chiave privata è associata ad una chiave pubblica.
La caratteristica dei crittosistemi asimmetrici è che ogni coppia di chiavi è formata in modo tale che ciò che viene cifrato con una possa essere decifrato solo con l'altra. Le due chiavi sono, a priori, perfettamente interscambiabili, ma generalmente una delle due viene definita "pubblica" e una "privata" perché il poter distribuire una (e una sola!) delle due è il principale vantaggio dei crittosistemi asimmetrici. Le chiavi private non devono essere scambiate né conosciute da nessuno che non sia il legittimo proprietario. Per maggiore sicurezza, la maggior parte dei programmi memorizza su disco le chiavi private solo dopo averle cifrate con una password definita dall'utente.
Quando si teme che una chiave privata sia stata letta da terzi, la cosa migliore da fare è generare una nuova coppia di chiavi e chiedere la revoca di eventuali certificati riguardanti la precedente coppia.